# Bruchia texana
Bruchia texana är en bladmossart som beskrevs av Coe Finch Austin 1874. Bruchia texana ingår i släktet Bruchia och familjen Bruchiaceae. Inga underarter finns listade i Catalogue of Life.